# لیکویو نورت (وایومینگ)
لیکویو نورت(به انگلیسی: Lakeview North) شهری در ایالت وایومینگ کشور ایالات متحده آمریکا است که جمعیت آن در سرشماری سال ۲۰۱۰ میلادی، ۸۴ نفر بوده‌است.